# Вар (департамент)
Вар (фр. Var) — департамент на південному сході Франції, один із департаментів регіону Прованс — Альпи — Лазурний берег.
Порядковий номер 83. Адміністративний центр — Тулон. Населення 898,4 тис. осіб (21-е місце серед департаментів, дані 1999 р.).

## Географія
Площа території 5 973 км².
Департамент включає 3 округи, 43 кантони і 153 комуни.

## Історія
Вар — один із перших 83 департаментів, утворених під час Великої французької революції в березні 1790 р. Виник на території колишньої провінції Прованс. Назва походить від річки Вар, (назва якої, у свою чергу походить від ліґурійського var — «водний шлях»). У 1860 р. частина території була відрізана і передана знов утвореному департаменту Альпи Приморські, в результаті річка Вар, що дала ім'я департаменту, опинилася за межами його території.
Завдяки кліматичним умовам, декілька століть тому він став батьківщиною промислового виробництва есенційних олив.